# Juan Carlos Guillamón
Juan Carlos Guillamón Ruiz (Murcia, 24 novembre 1974) è un ex ciclista su strada spagnolo.

## Palmarès

### Strada
- 1996 (Dilettanti, una vittoria)

6ª tappa Circuito Montañés
- 1999 (Gresco-Tavira, due vittorie)

1ª tappa Grande Prémio Internacional de Torres Vedras-Troféu Joaquim Agostinho (Ramalhal > Azambuja)
Classifica generale Grande Prémio Internacional de Torres Vedras-Troféu Joaquim Agostinho
- 2000 (Gresco-Tavira, una vittoria)

1ª tappa GP Abimota
- 2002 (Jazztel-Costa de Almería, una vittoria)

Campionati spagnoli, Prova in linea Elite

#### Altri successi
- 1999 (Gresco-Tavira)

Classifica sprint Volta ao Alentejo

## Piazzamenti

### Grandi Giri
- Vuelta a España

2001: 112º
2002: 125º